# دوک بوخان
ریچارد دوک بوخان سوم (Richard Duke Buchan III) (زادهٔ ۳ ژوئیه ۱۹۶۳)، متخصص امور مالی، دیپلمات، کشاورز و نوع‌دوست آمریکایی است. او بنیان‌گذار و مدیرعامل شرکت خصوصی «سرمایه‌گذاران جهانی هانتر» است. بوخان از سال ۲۰۱۷ تا ۲۰۲۱ سفیر ایالات متحده در اسپانیا و آندورا بود.

## اوایل زندگی و تحصیلات
بوخان در نزدیکی هندرسون، ایالت کارولینای شمالی و در مزارع تنباکو و احشام خانواده‌اش پرورش یافت. در سال ۱۹۸۵، او مدرک لیسانس اقتصاد و زبان اسپانیایی خود را از دانشگاه کارولینای شمالی در چپل هیل و در سال ۱۹۹۱، مدرک MBA را از مدرسه کسب‌وکار هاروارد دریافت کرد.
بوخان هنگام حضور در دانشگاه کارولینای شمالی، در برنامهٔ تحصیلی خارج از کشور در دانشگاه سویل در اسپانیا از ۱۹۸۳ تا ۱۹۸۴، ثبت‌نام کرد و همچنین در سال ۱۹۸۰ در دانشگاه والنسیا دانش آموخت. او بعدها دربارهٔ تحصیلات خود در اسپانیا بیان کرد: «مطالعهٔ زبان، ادبیات و فرهنگ اسپانیایی، نقطهٔ عطف ورود من به دنیای خارج از آمریکا بود و چشم‌اندازی جهانی را به من القا کرد».

## حرفه: سرمایه‌گذاری جهانی
در اوایل دههٔ ۱۹۹۰، بوخان سرمایه‌گذاری در حرفهٔ بانکداری را آغاز کرد. از سال ۱۹۹۲ تا ۱۹۹۷، او مدیر سرمایه‌گذاری در شرکت خدمات مالی مریل لینچ بود. بوخان در آنجا در حوزهٔ سرمایه‌گذاری شرکت‌های جهانی و ادغام و مالکیت در بخش خدمات مالی در کشورهای آمریکای لاتین، ایالات متحده و اروپا صاحب‌نظر شد.
در سال ۲۰۰۱، بوخان شرکت «سرمایه‌گذاران جهانی هانتر» را در نیویورک تأسیس نمود. در سال ۲۰۰۷، این شرکت تقریباً ۱٫۵ میلیارد دلار دارایی‌های تحت مدیریت داشت. پس از نوسان‌های ۴۶ درصدی سهام ایالات متحده، میان سال‌های ۲۰۰۱ و مارس ۲۰۱۱، بوخان یکی از صندوق‌های سرمایه‌گذاری خود را به‌دلیل زیان‌های ناشی از بحران بدهی اروپا، در دسامبر ۲۰۱۱ بست و پول سرمایه‌گذاران را برگرداند. او شرکت «سرمایه‌گذاران جهانی هانتر» را به دفتری خانوادگی برای مدیریت دارایی‌های خانواده‌اش تبدیل کرد. بوخان هنوز مدیریت دو صندوق سرمایه‌گذاری را برعهده دارد که در صنایع مختلف، از جمله املاک و مستغلات، فعالیت می‌کنند.

## دیپلماسی
در ۲ نوامبر ۲۰۱۷، بوخان از سوی سنای ایالات متحده، بدون مخالفت سناتورهای دموکرات یا جمهوری‌خواه و با اخذ کامل آرا، به‌عنوان سفیر تأیید شد. در ۱۱ دسامبر ۲۰۱۷، او مراسم تحلیف خود را به جا آورد. در سال ۲۰۱۹، بوکان به تغییر توافق‌نامهٔ مالیاتی دوجانبه کمک کرد تا مالیات مضاعف برای شرکت‌هایی که در هر دو کشور فعالیت می‌کنند، لغو شود.
بوخان حامی دموکراسی و حقوق بشر در حوزه‌های مختلف بود و بارها عقایدش را علیه رژیم‌های استبدادی، به‌ویژه ونزوئلا و کوبا، مطرح کرده‌است. در نوامبر ۲۰۱۹، او به مرز ونزوئلا با کلمبیا سفر کرد تا توجه بقیه را به فاجعهٔ انسانی به بار آمده از سوی رژیم نیکلاس مادورو و متحد اصلی او، کوبا، جلب کند. بوخان در روزنامهٔ اسپانیایی ال موندو نوشت: «زنان باردار ونزوئلایی را دیدم که در زایشگاهی بسیار شلوغ منتظر زایمان بودند. کودکان نحیف و سالمندانی را دیدم که چشم‌به‌راه یک وعده غذا در نوانخانه بودند. کودکان دارند، از گرسنگی می‌میرند. سالمندان به دارو و مراقبت نیاز دارند. این وضعیت باید پایان یابد. … وقت آن است که با دیکتاتورها مقابله شود». بوخان با خوان گوایدو، رئیس‌جمهور موقت ونزوئلا، در مادرید ملاقات کرد تا بر حمایت راسخ ایالات متحده از مجلس شورای ملی تأکید کند. او همچنین موفق شد شرکت نفتی اسپانیایی Repsol را بازنشسته کند تا برای اجتناب از تحریم‌ها، به فعالیت‌های خود در ونزوئلا پایان دهد.

## سیاست
بوخان عضو نهاد ریاست‌جمهوری کمیتهٔ ملی جمهوری‌خواهان است و به‌عنوان رئیس جلسه در کمیتهٔ ملی جمهوری‌خواهان در ایالت‌های نیویورک و فلوریدا فعالیت کرده‌است. او به کمیتهٔ ملی جمهوری‌خواهان، کمیتهٔ سنای ملی جمهوری‌خواهان، کمیتهٔ کنگرهٔ ملی جمهوری‌خواهان، انجمن فرمانداران جمهوری‌خواه و افرادی نظیر ران دسنتیس و مارکو روبیو کمک‌های مالی فراوانی کرده‌است. بوخان و همسرش هانا در سال ۲۰۱۶، ابتدا از کمپین ریاست‌جمهوری فرماندار سابق، جب بوش، حمایت کردند و عضو کمیتهٔ اقدام سیاسی بوش بودند، هرچند بعدها جزو اولین حامیان مالی کمپین ریاست‌جمهوری دونالد ترامپ شدند.

## بشردوستی
در سال ۲۰۱۱، بوخان صندوق The Buchan Excellence Fund را در دپارتمان ادبیات و زبان‌های رومی در دانشگاه کارولینای شمالی در چپل هیل تأسیس کرد؛ «بزرگ‌ترین اهداییهٔ فردی در کارولینا که برای حمایت از اساتید، دانشجویان مقاطع تحصیلی لیسانس، کارشناسی ارشد و دکتری در رشتهٔ زبان، ادبیات و فرهنگ اسپانیایی اختصاص داده شده‌است». این صندوق به دانشجویان و اساتید کمک می‌کند تا به پژوهش‌های خود دربارهٔ فرهنگ و زبان‌شناسی اسپانیایی ادامه دهند و همچنین امکان سفرشان را به اسپانیا و دیگر کشورهای اسپانیایی‌زبان فراهم می‌کند.
در سال ۲۰۱۲، این صندوق از پروژهٔ دپارتمان ادبیات و زبان‌های رومی دانشگاه کارولینای شمالی به‌نام 21st Century Pen Pals، برنامهٔ طرح تبادل تصویری میان دانش‌آموزان آمریکایی و اسپانیایی، حمایت کرد.
در دسامبر ۲۰۱۶، پس از آن‌که بوخان برای خرید و بازسازی کتابخانهٔ عمومی و قدیمی چپل هیل کمک مالی کرد تا بتوان آن را به دفتر مرکزی بنیاد تبدیل کرد، بنیاد Buchan House، بنیاد هنر و علوم در دانشگاه کارولینای شمالی در چپل هیل افتتاح شد.
بوخان نایب‌رئیس هیئت امنای بنیاد هنر و علوم دانشگاه کارولینای شمالی بود و همچنین عضو شورای بشردوستانهٔ دانشگاه و کابینهٔ برنامه‌ریزی کمپین دانشگاه است. او همچنین به جذب سرمایه برای دانشکدهٔ بازرگانی هاروارد کمک کرده‌است.

## زندگی شخصی
بوخان و همسرش هانا سه فرزند دارند. آن‌ها مالک و مدیر مزارعی هستند که در آنجا اسب و بیش از ۱۰۰ نوع گوجه‌فرنگی و سبزیجات پرورش می‌دهند. خانوادهٔ بوخان صاحب یک غرفهٔ محصولات کشاورزی هستند که در آن انواع جدیدی از گوجه‌فرنگی پرورش می‌دهند و محصولات شان را به خیریه‌ها اهدا می‌کنند. محل سکونت اصلی بوخان در پالم بیچ، فلوریدا است.
بوخان مسلط به زبان اسپانیایی است، با زبان فرانسه آشنایی داشته و دانشی اولیه از زبان‌های ایتالیایی و کاتالان دارد.